# Sansevieria
Dracaena (Sansevieria) es un género de herbáceas, perennes y rizomatosas de la familia Asparagaceae, anteriormente en Ruscaceae. Ahora se la ha incluido en el género Dracaena debido a los estudios moleculares de su filogenia. Tradicionalmente este género ha sido incluido dentro de una definición amplia de la familia Liliaceae. 
Las 130 especies que comprende son originarias de África y de Asia. Se las conoce por varios nombres comunes que aluden a las típicas hojas duras y punzantes de muchas de sus especies, tales como "espada de San Jorge", "planta de la serpiente" , "cola de lagarto" y "lengua de suegra".

## Descripción

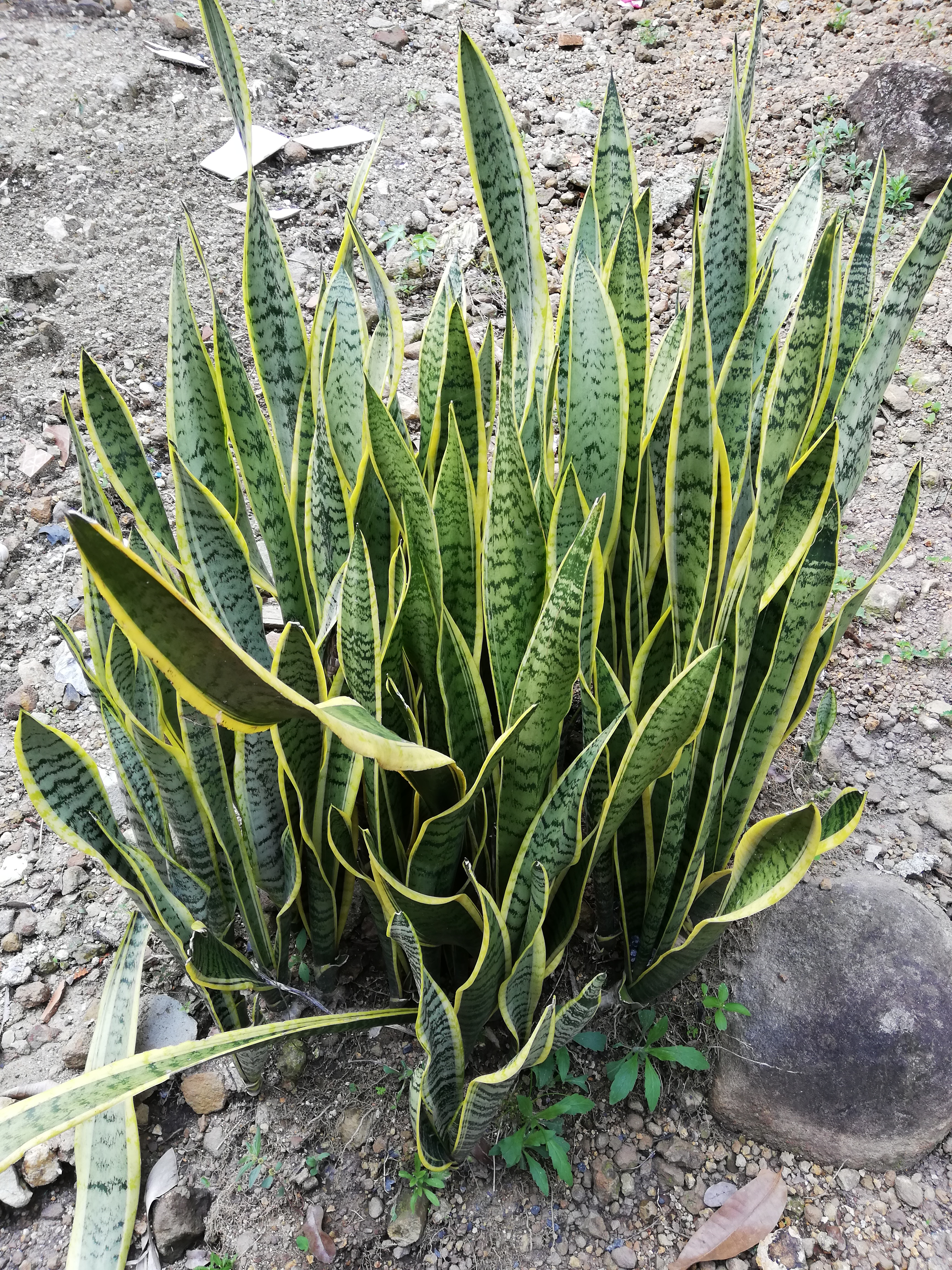
Sansevieria trifasciata

Son plantas acaules, rizomatosas, de hojas arrosetadas, carnosas planas, cóncavas o cilíndricas.
Las flores son actinomorfas y hermafroditas, pequeñas, dispuestas en racimos, panojas, espigas o fascículos, con los pedúnculos articulados. El perigonio está compuesto por 6 tépalos, unidos en la base, formando un tubo cilíndrico. El androceo está formado por 6 estambres, insertos en el tubo del perigonio, con los filamentos filiformes y las anteras dorsifijas.
El ovario es trilocular, con los lóculos uniovulados. El estilo es filiforme y el estigma capitado. El fruto es una baya.

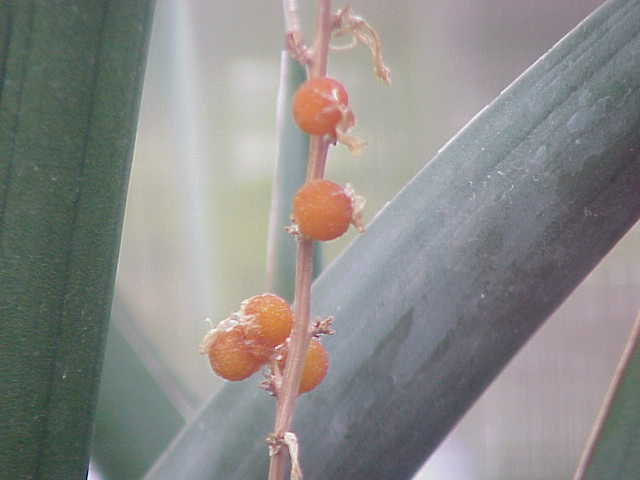
Bayas de Sansevieria ehrenbergii

Los números cromosómicos citados para distintas especies del género son 2n= 40, 60, 80 y 120.
Hay una gran variación dentro de la especie, anteriormente ubicada bajo el mismo género; van desde las suculentas desérticas como Dracaena pinguicula, a hojas delgadas y tropicales como Dracaena trifasciata. Las plantas a menudo forman grupos densos a partir de un rizoma o estolones en expansión.

## Etimología
El nombre del género debería ser "Sanseverinia" puesto que su descubridor, Vincenzo Petagna, de Nápoles, pretendía dárselo en conmemoración a Pietro Antonio Sanseverino, duque de Chiaromonte y fundador de un jardín de plantas exóticas en el sur de Italia. Sin embargo, el botánico sueco Thunberg que fue quien lo describió, lo denominó Sansevieria, en honor del militar, inventor y erudito napolitano Raimondo di Sangro (1710-1771), séptimo príncipe de Sansevero.

## Usos
Varias especies y variedades se cultivan como planta de interior o exterior, si el clima es lo suficientemente benigno. 

La especie más conocida y cultivada como planta de interior, muy adaptable a ambientes en los que otras morirían, ya que soporta la atmósfera seca y caliente de las habitaciones, luz pobre, falta de riego o de trasplantes, es: Sansevieria trifasciata, con 3 variedades::
- Sansevieria trifasciata var. 'Laurentii'
- Sansevieria trifasciata var. 'Hahnii'
- Sansevieria trifasciata var. 'Variegata'

Esta adaptabilidad la convierte en idónea para aficionados con poco tiempo o para decorar lugares públicos.